# Molenbeek-Ter Erpenbeek
Pour les articles homonymes, voir Molenbeek.
Ne doit pas être confondu avec le ruisseau Molenbeek (Erpe-Mere Bovenschelde)
Le Molenbeek-Ter Erpenbeek appelé localement  Molenbeek (ruisseau du Moulin-ruisseau Ter Erpen) est un ruisseau de 25 km de long, situé dans le Denderstreek, en Belgique. C'est un affluent de la Dendre. Le Molenbeek prend sa source à Godveerdegem et se jette dans la Dendre à Hofstade. 
La surface de son bassin versant est de 54,74 km². 

## Le bassin
Le bassin du Molenbeek se trouve dans la province de Flandre-Orientale, et passe dans les communes de :
- Zottegem (Godveerdegem, Erwetegem, Grotenberge)
- Herzele (Herzele, Essche-Saint-Liévin, Woubrechtegem, Ressegem)
- Haaltert (Heldergem, Kerksken, Haaltert)
- Erpe-Mere (Aaigem, Mere, Erpe)
- Alost (Alost, Hofstade).

De la source à l'embouchure le Molenbeek a les affluents suivants : Plankebeek, Meilegembeek, De Burg, 's Heerendijkbeek, Grep, Holbeek, Steenbeek et Zijpbeek.

## Moulins et château d'eau

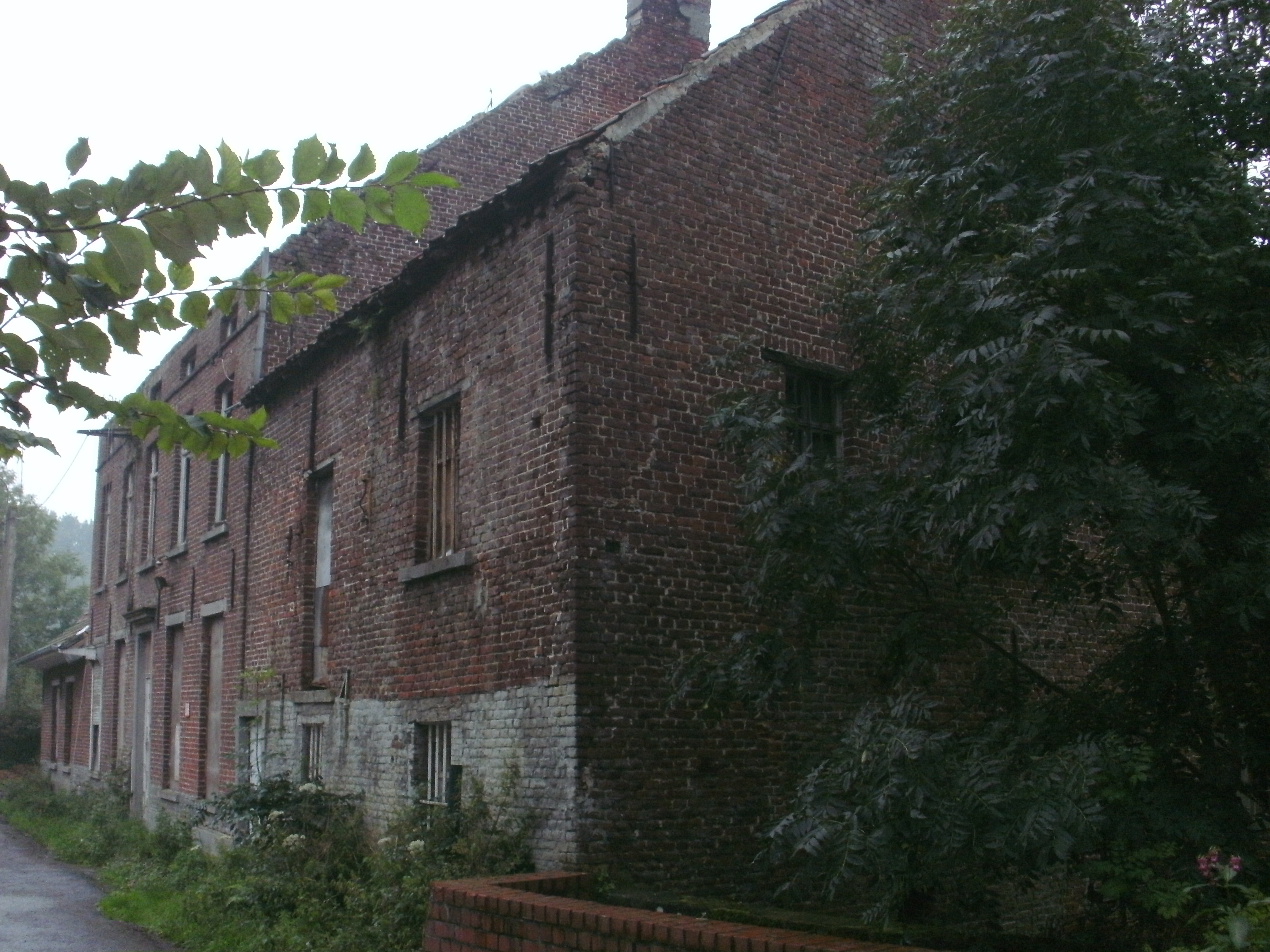
Engelsmolen à Aaigem
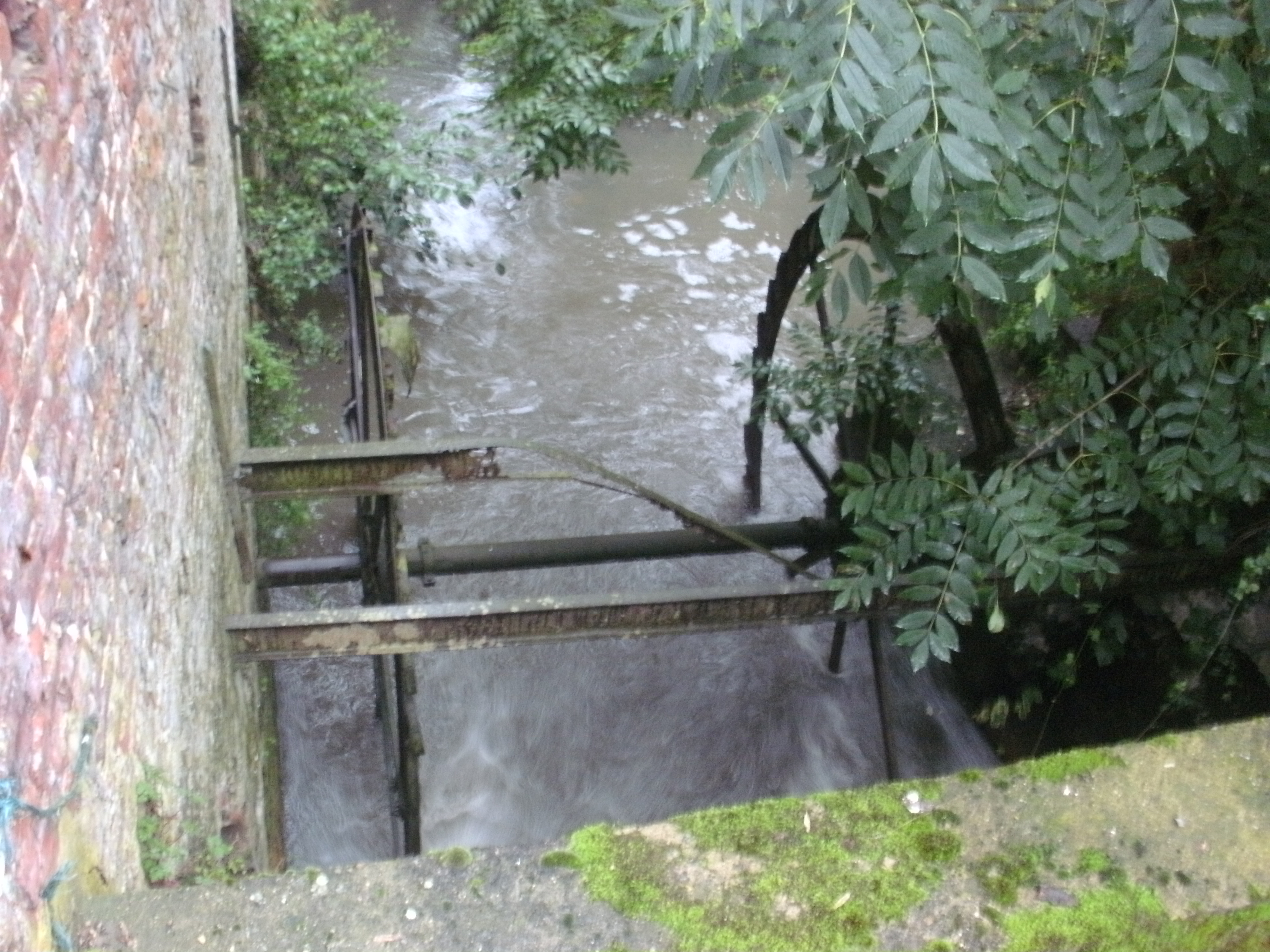
La roue de moulin de la Engelsmolen à Aaigem
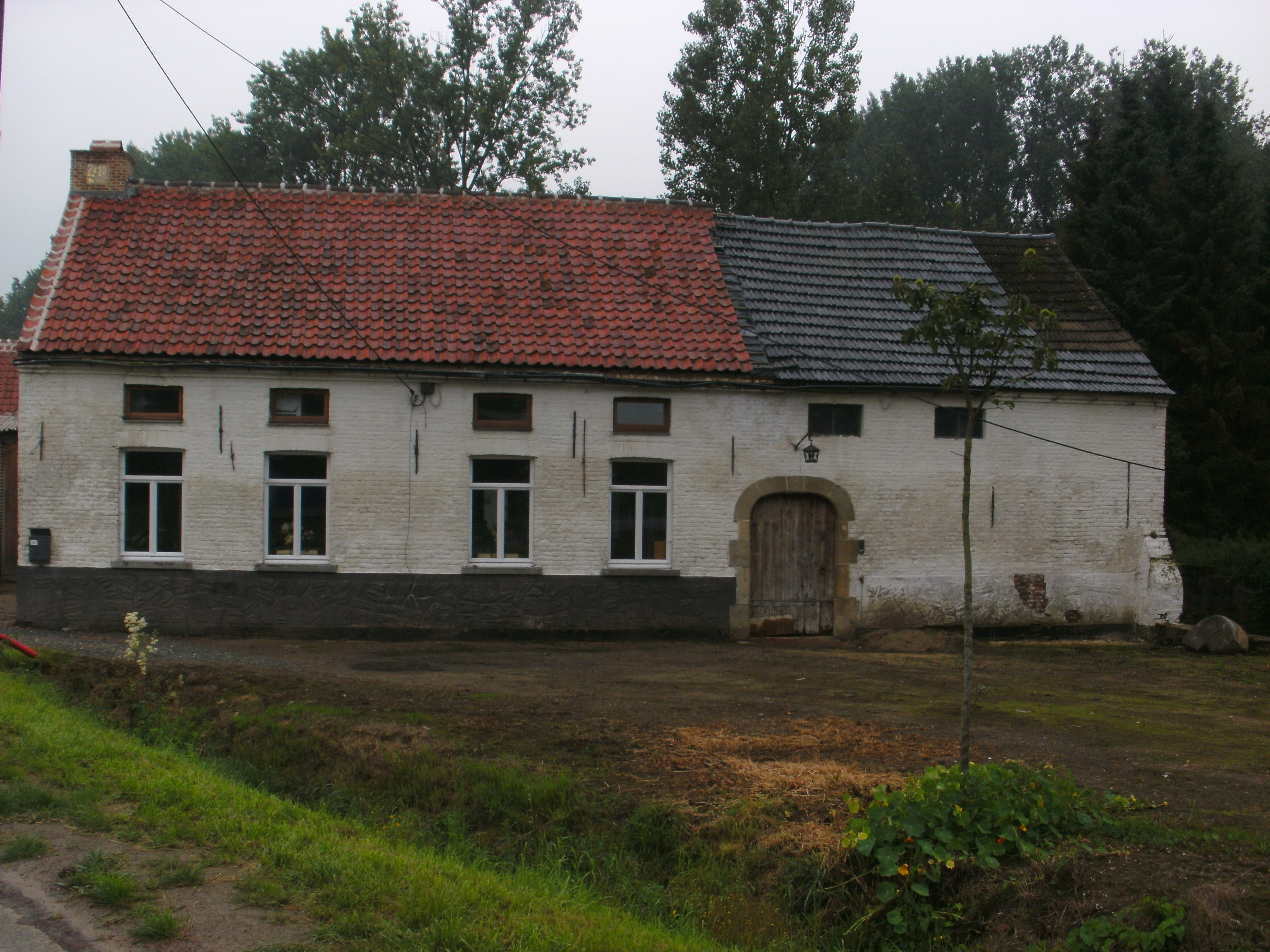
Ratmolen à Aaigem
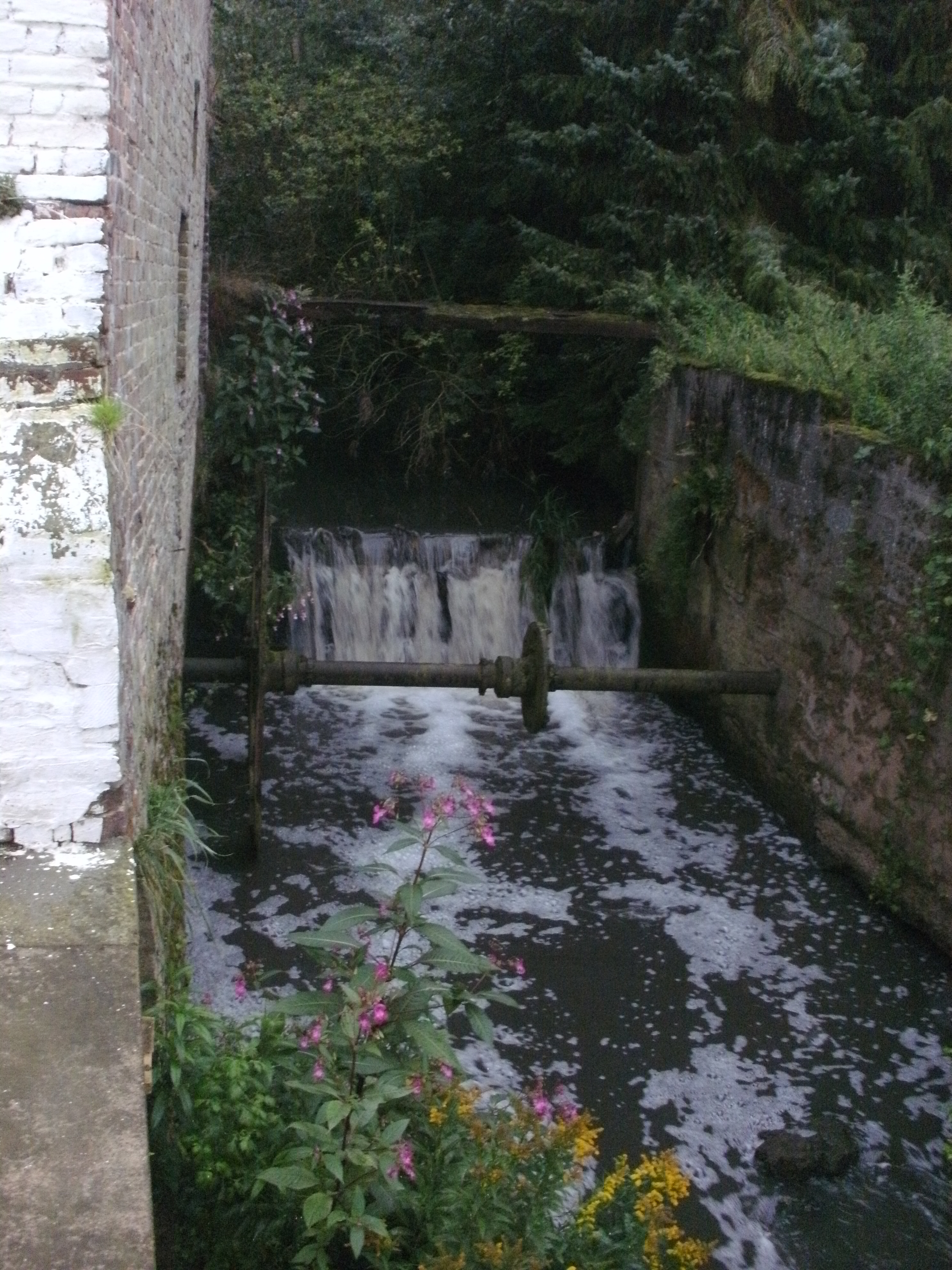
La roue de moulin de la Ratmolen à Aaigem
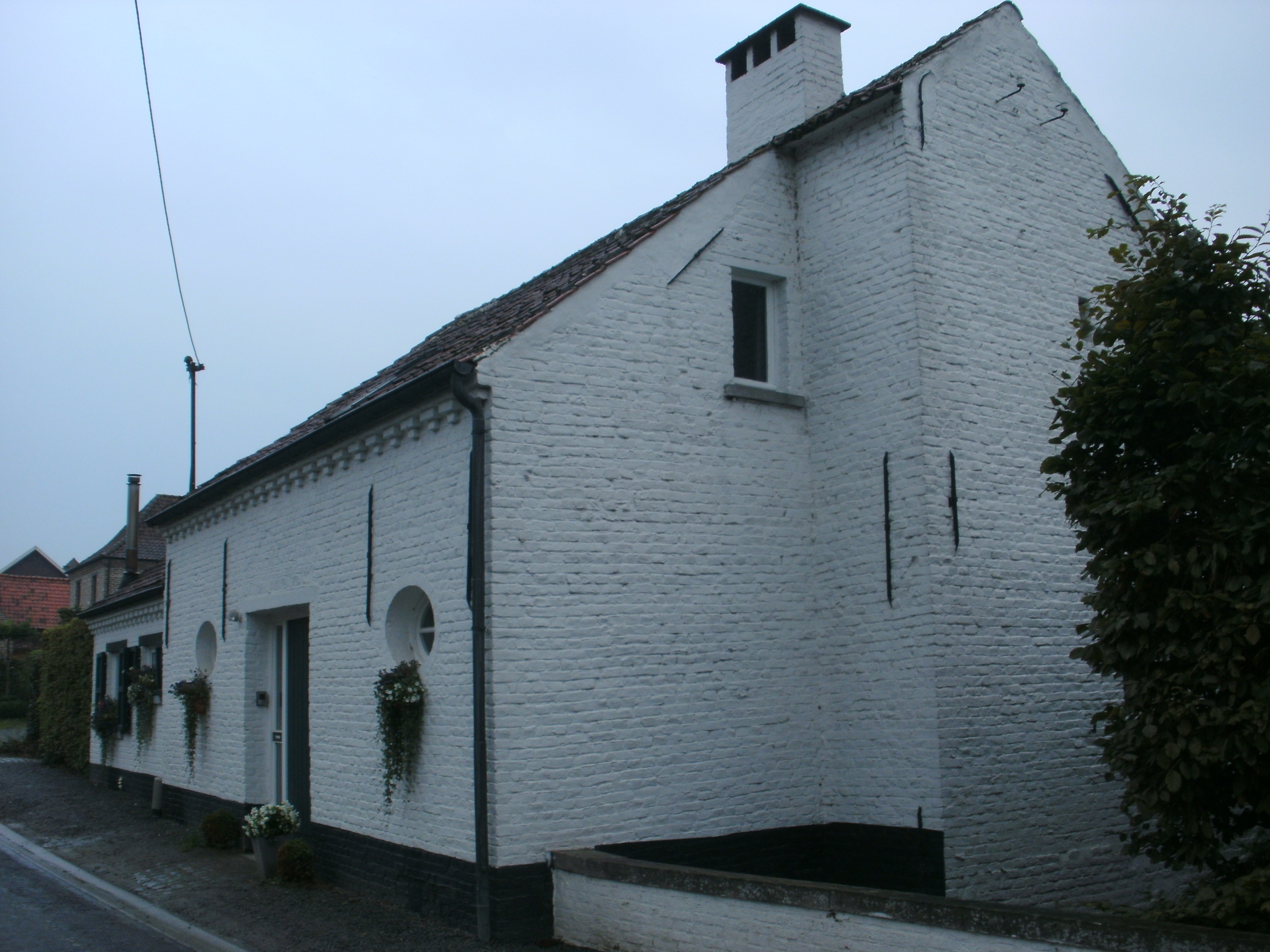
Zwingelmolen à Aaigem
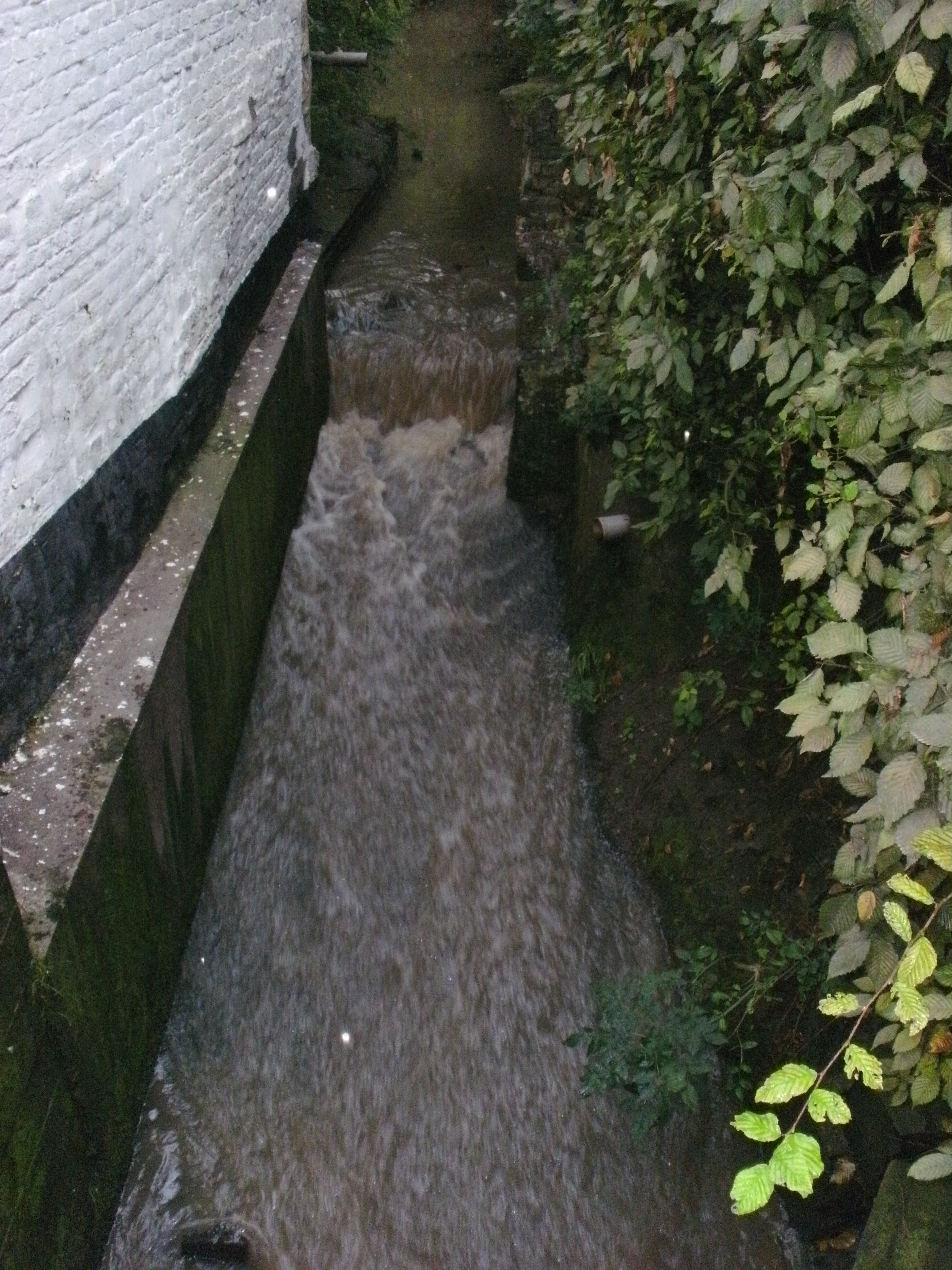
Place où la roue de moulin de la Zwingelmolen était à Aaigem
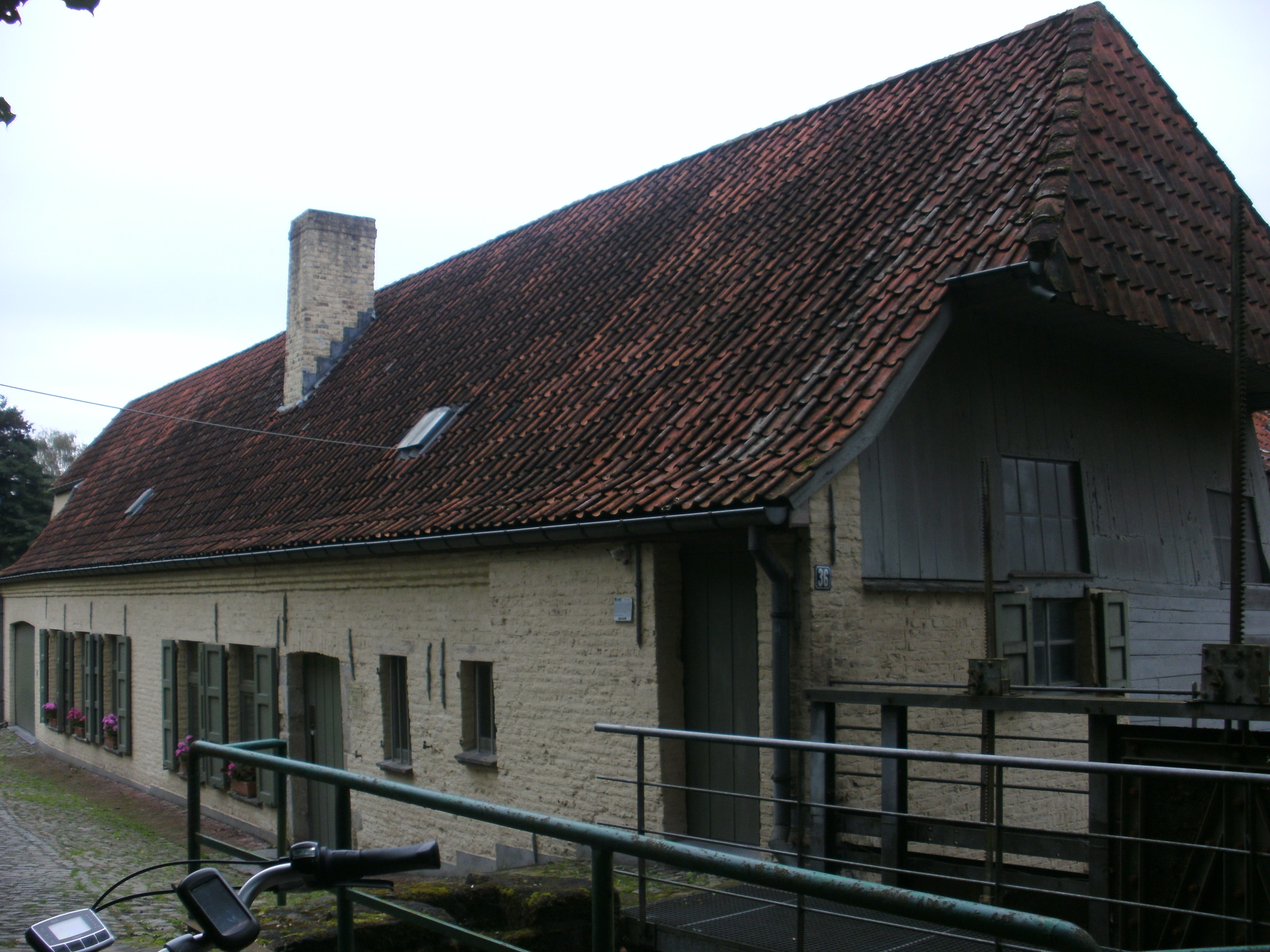
Vue de face de la Cottemmolen à Erpe
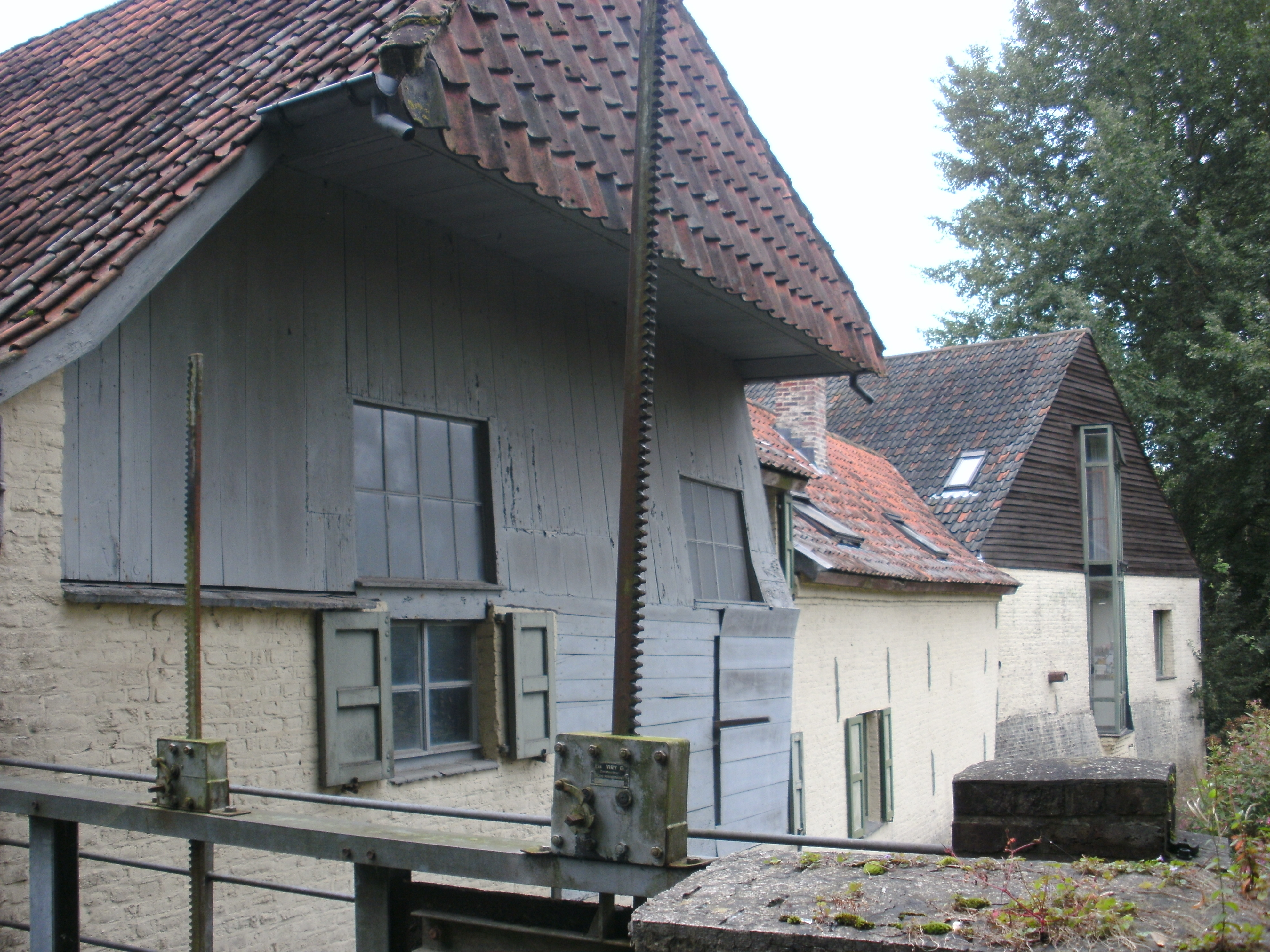
Vue latérale de la Cottemmolen à Erpe
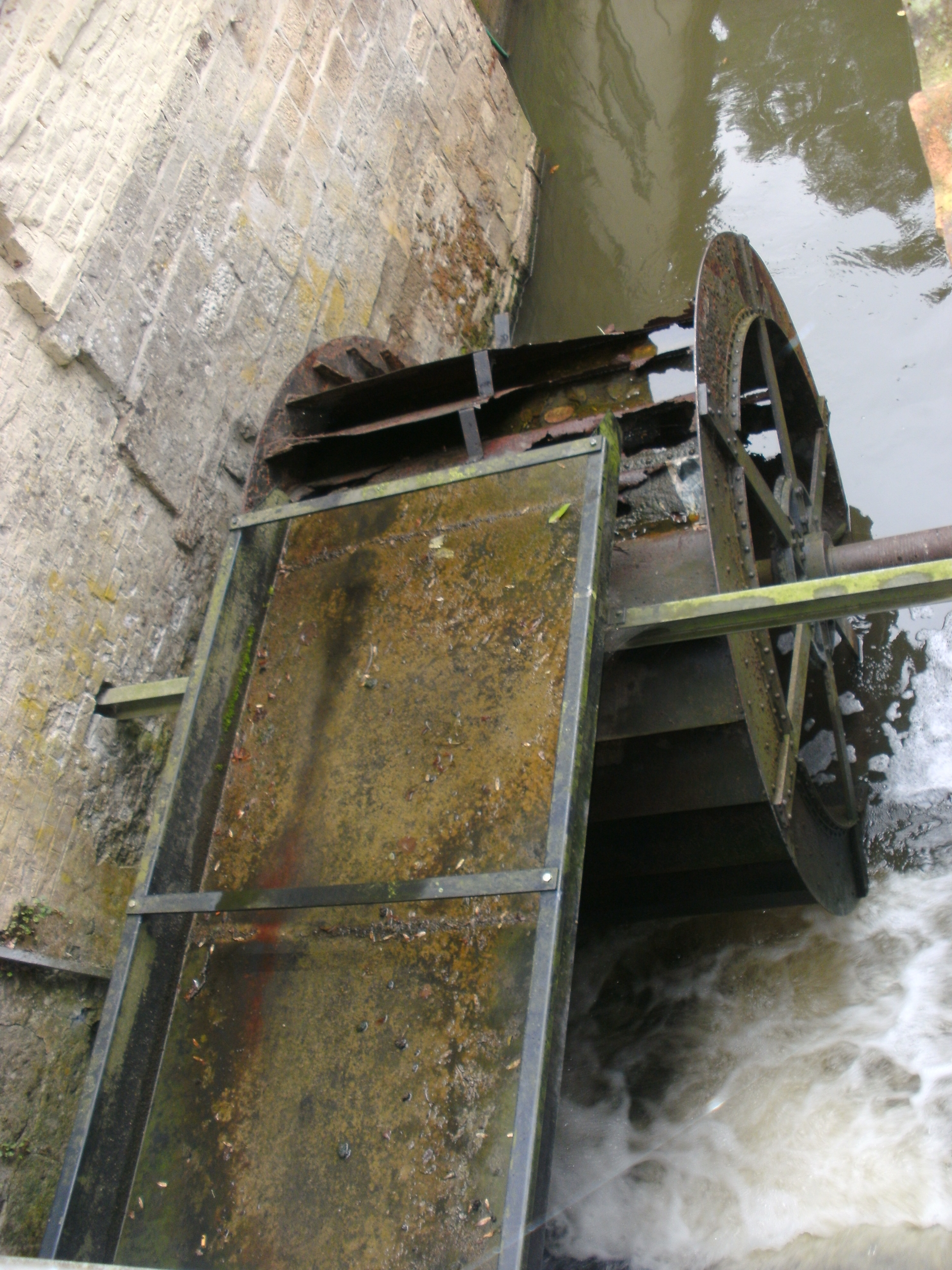
La roue de moulin de la Cottemmolen à Erpe
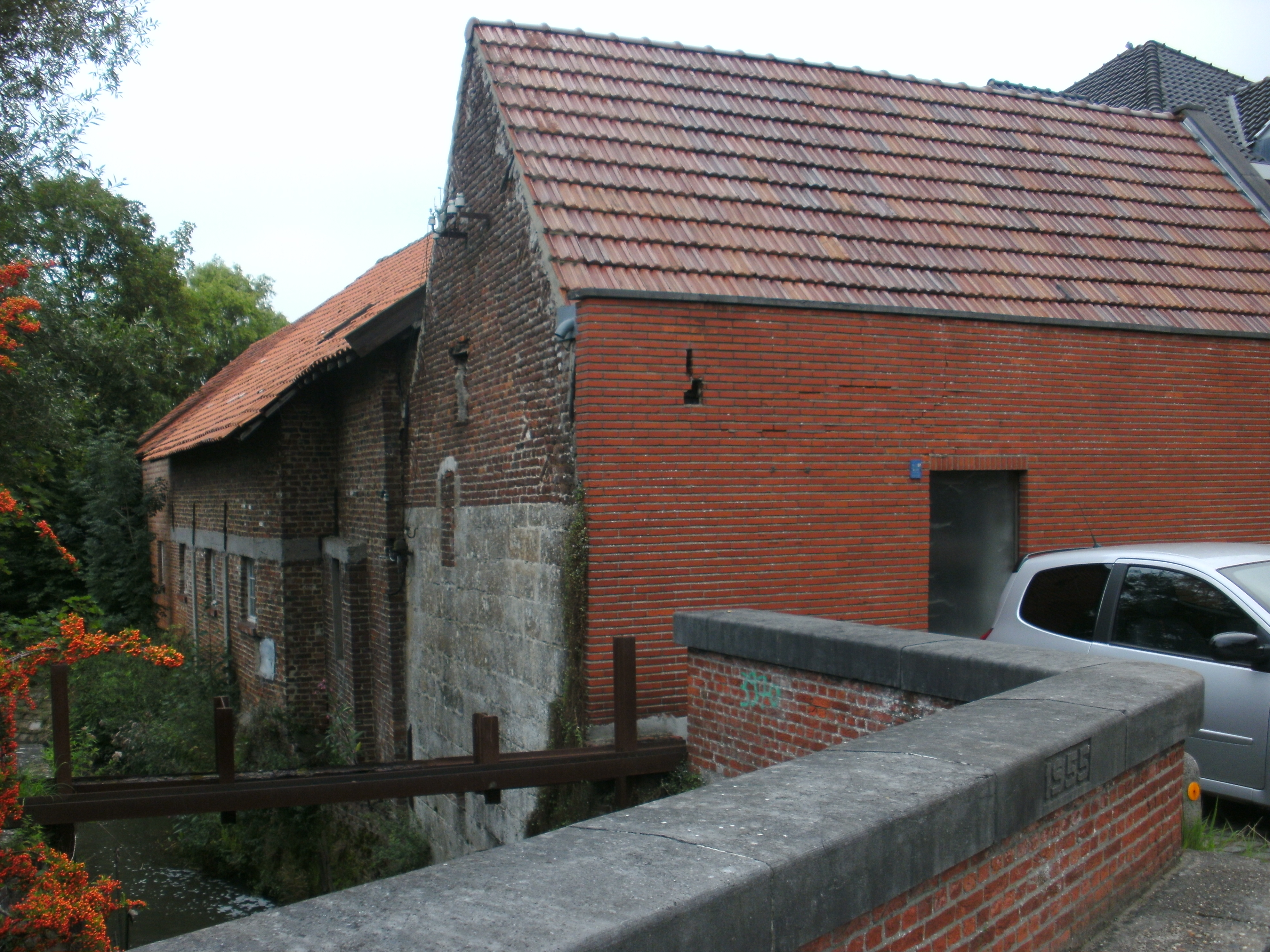
Van Der Biestmolen à Erpe
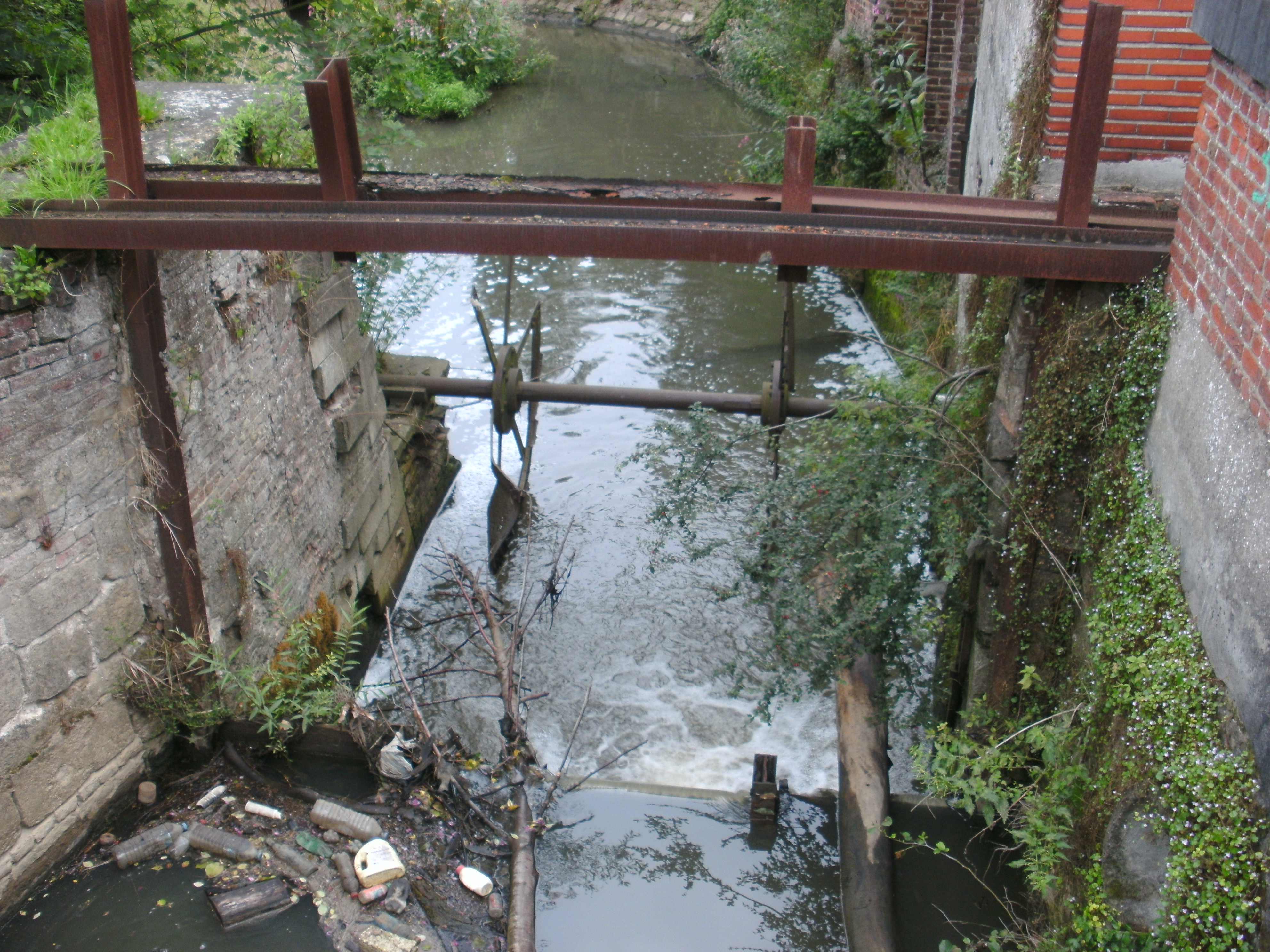
La roue de moulin de la Van Der Biestmolen à Erpe
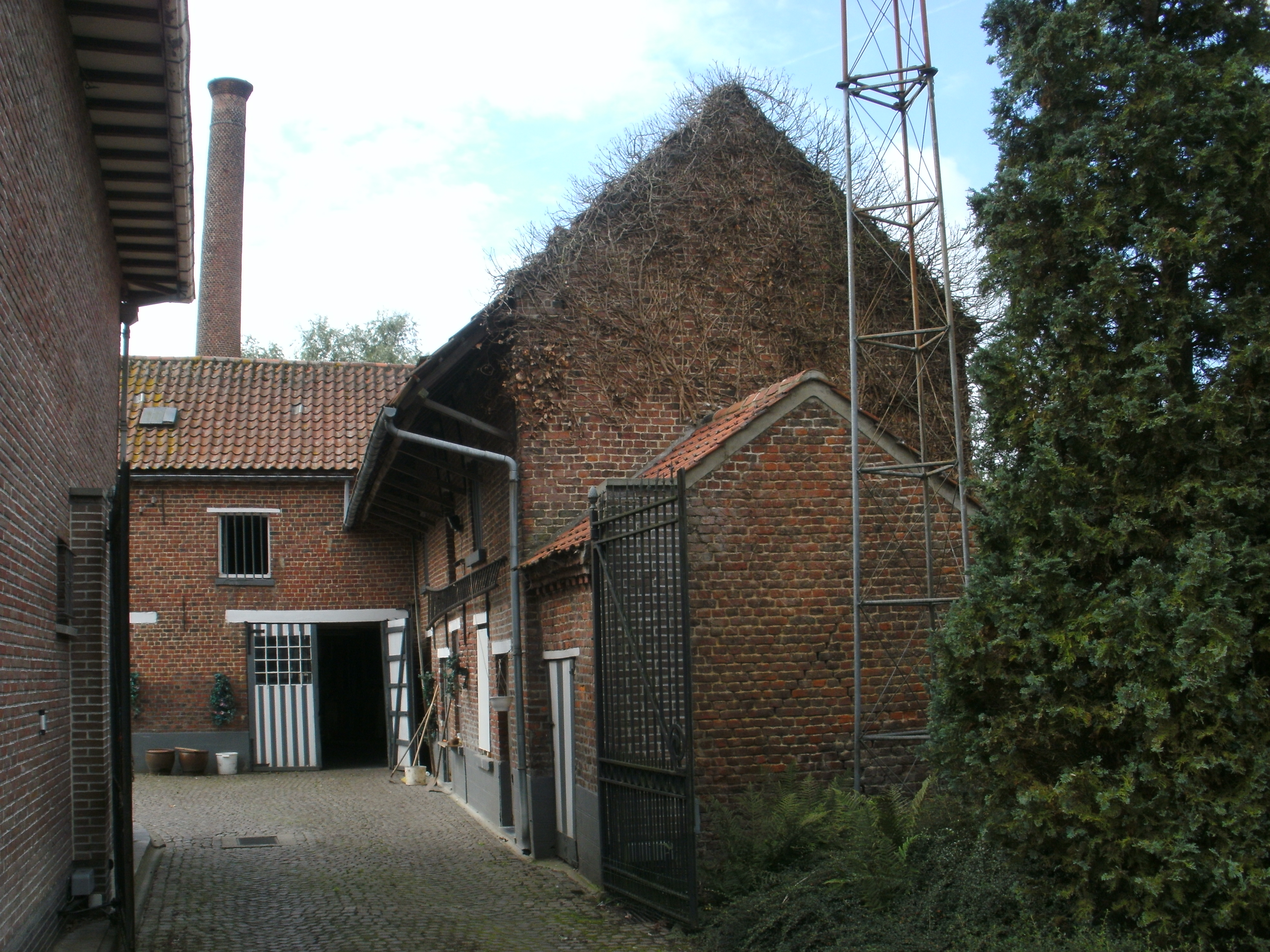
Vue de face de la De Graevemolen à Mere
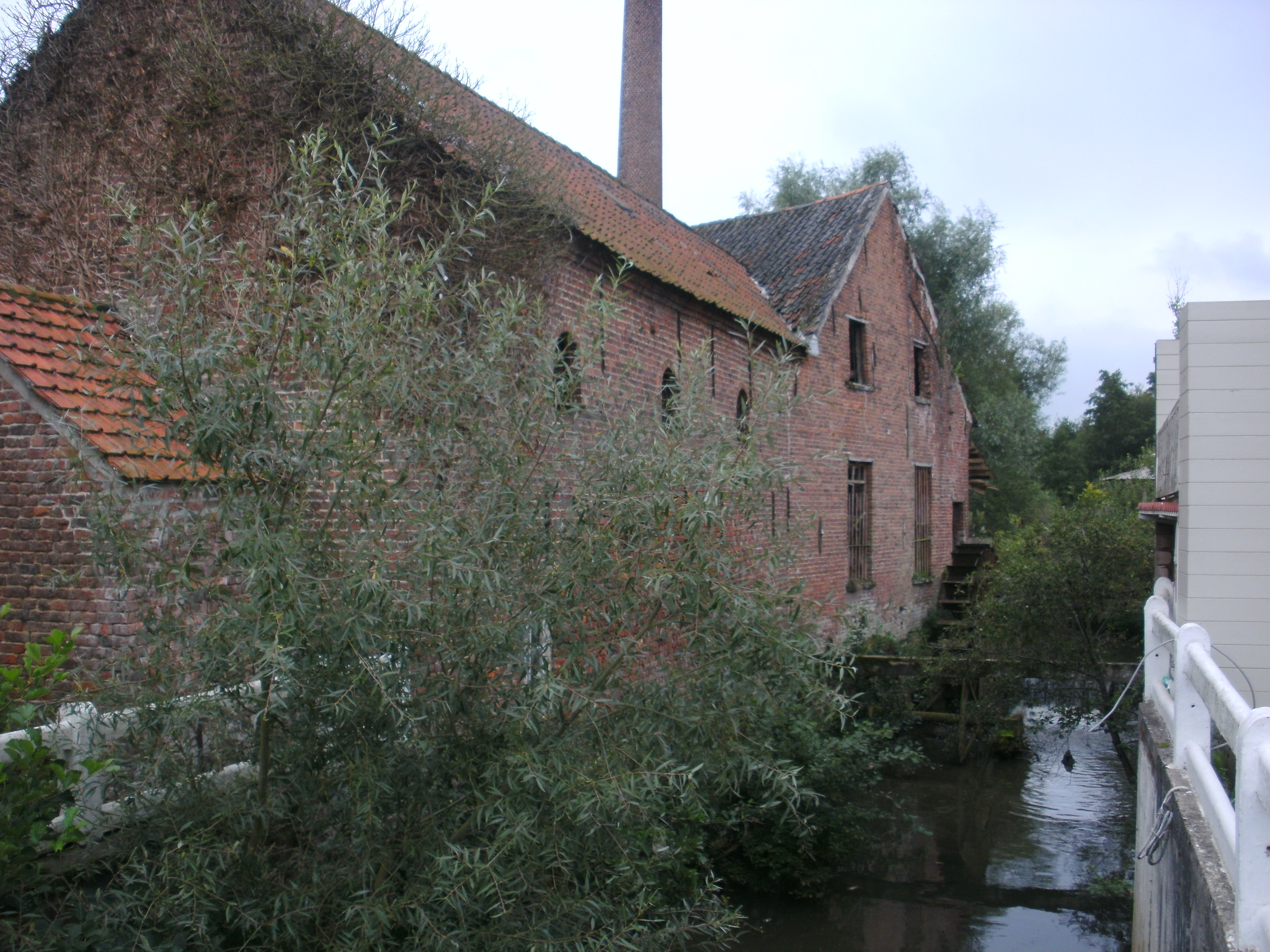
Vue latérale de la De Graevemolen à Mere
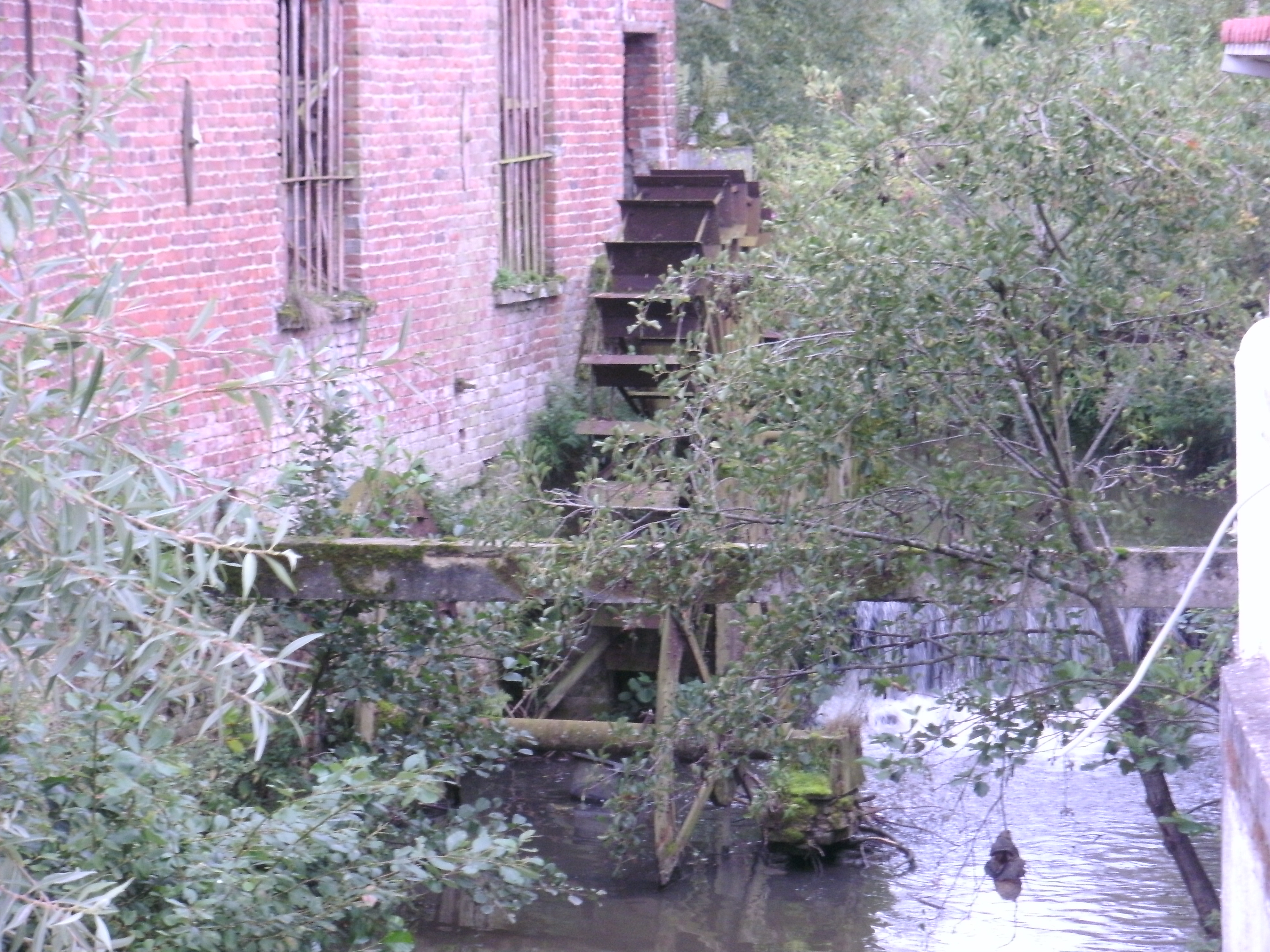
La roue de moulin de la De Graevemolen à Mere
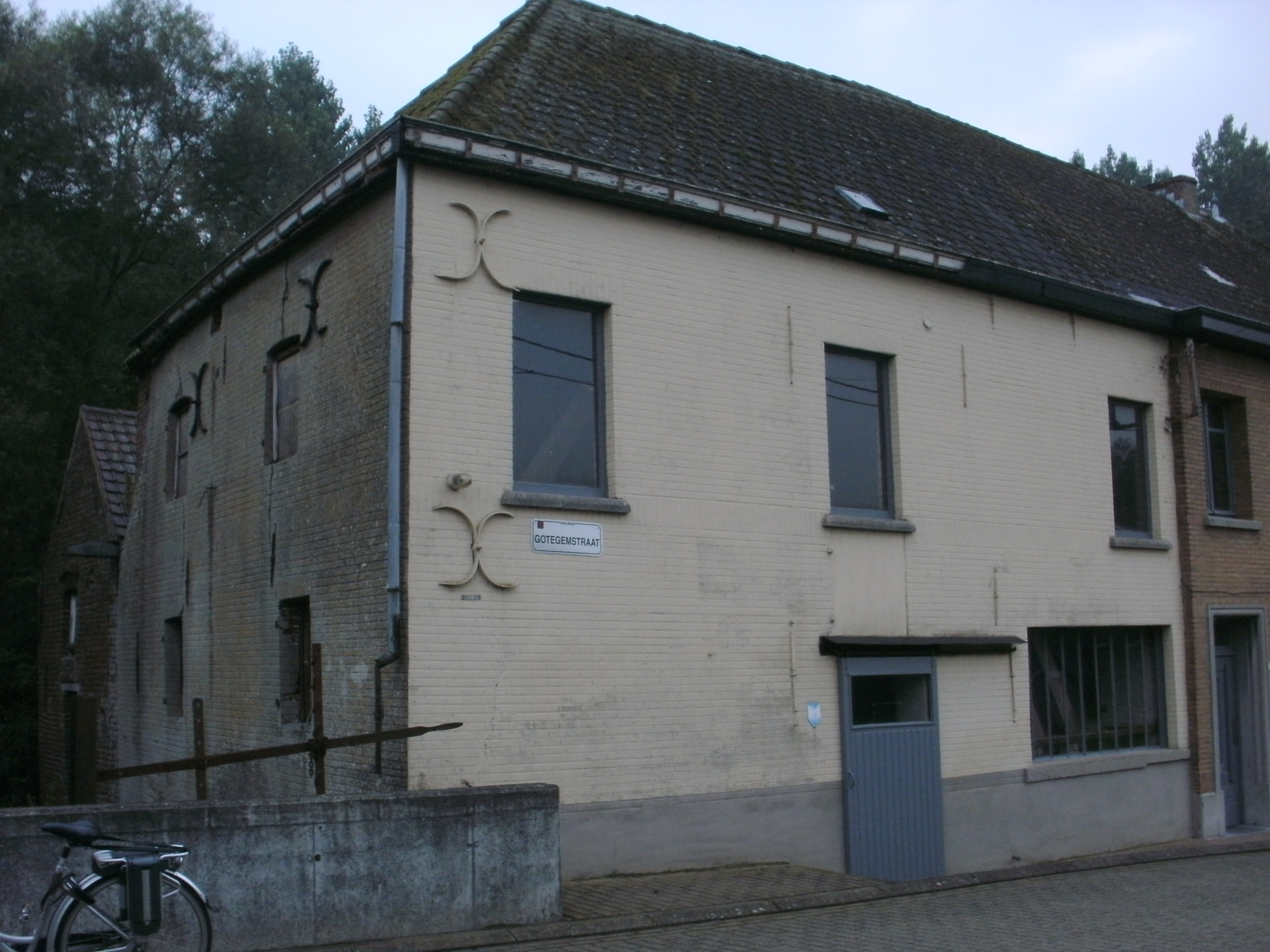
Gotegemmolen à Mere
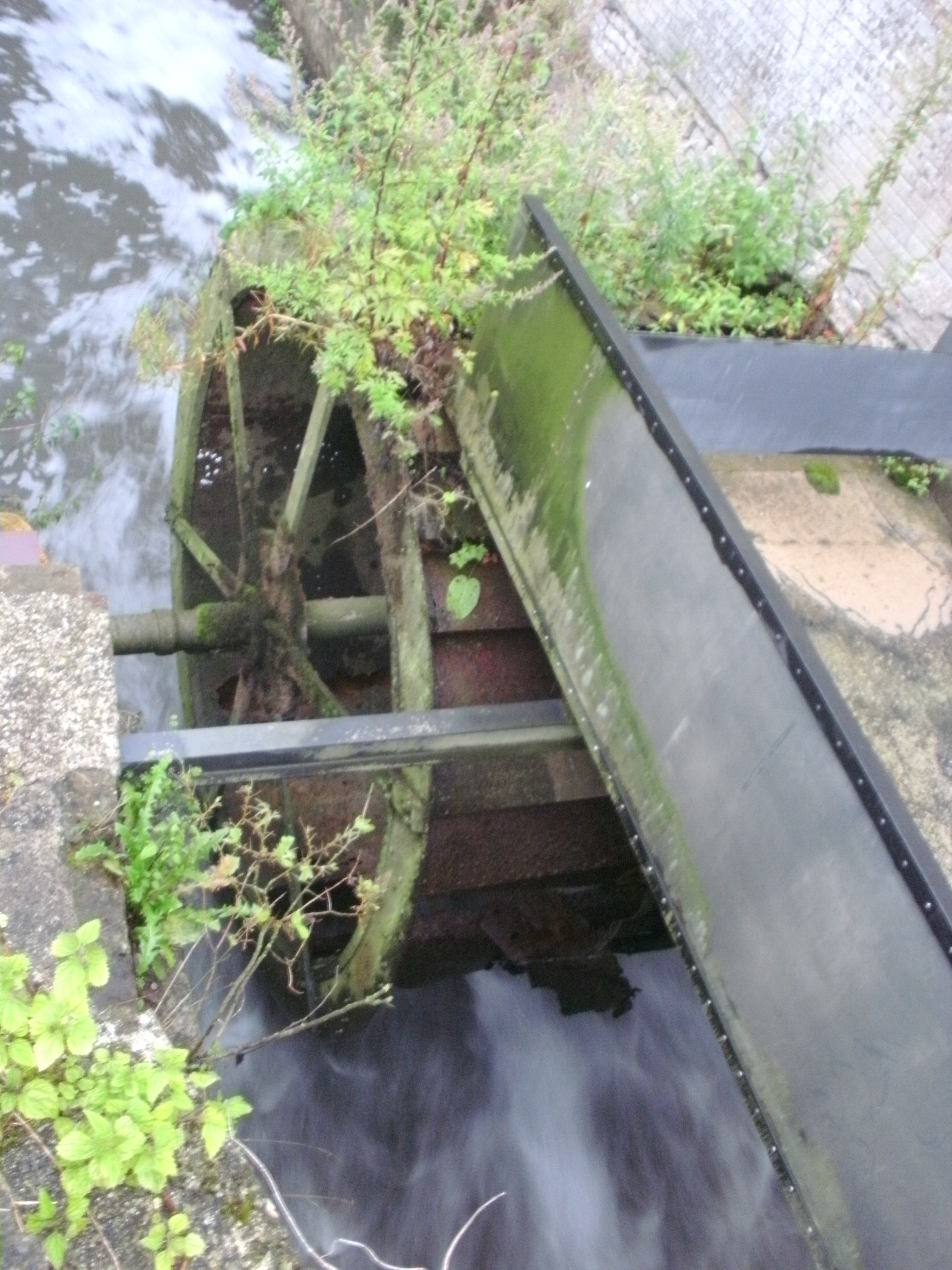
La roue de moulin de la Gotegemmolen à Mere
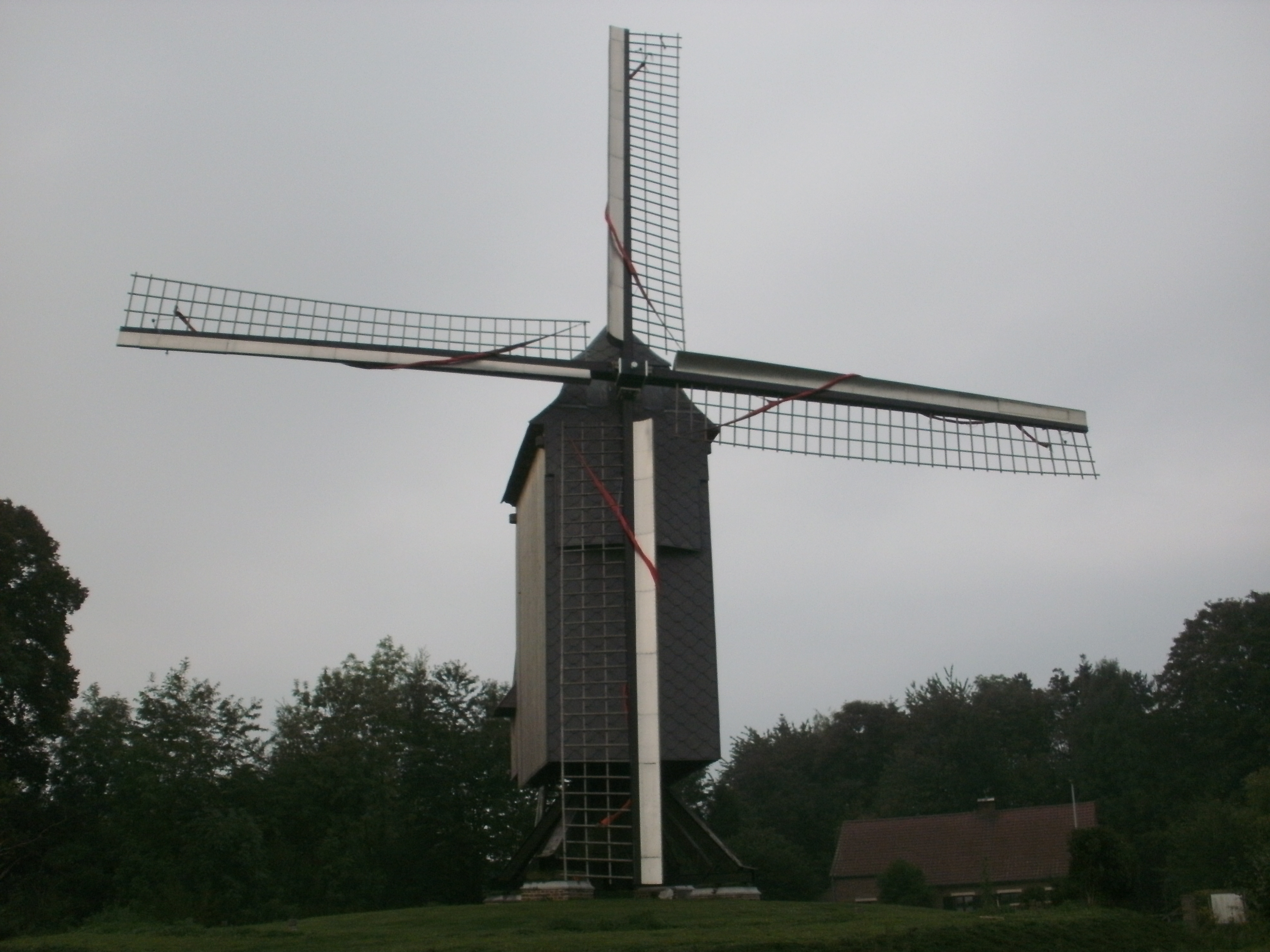
Kruiskoutermolen à Mere
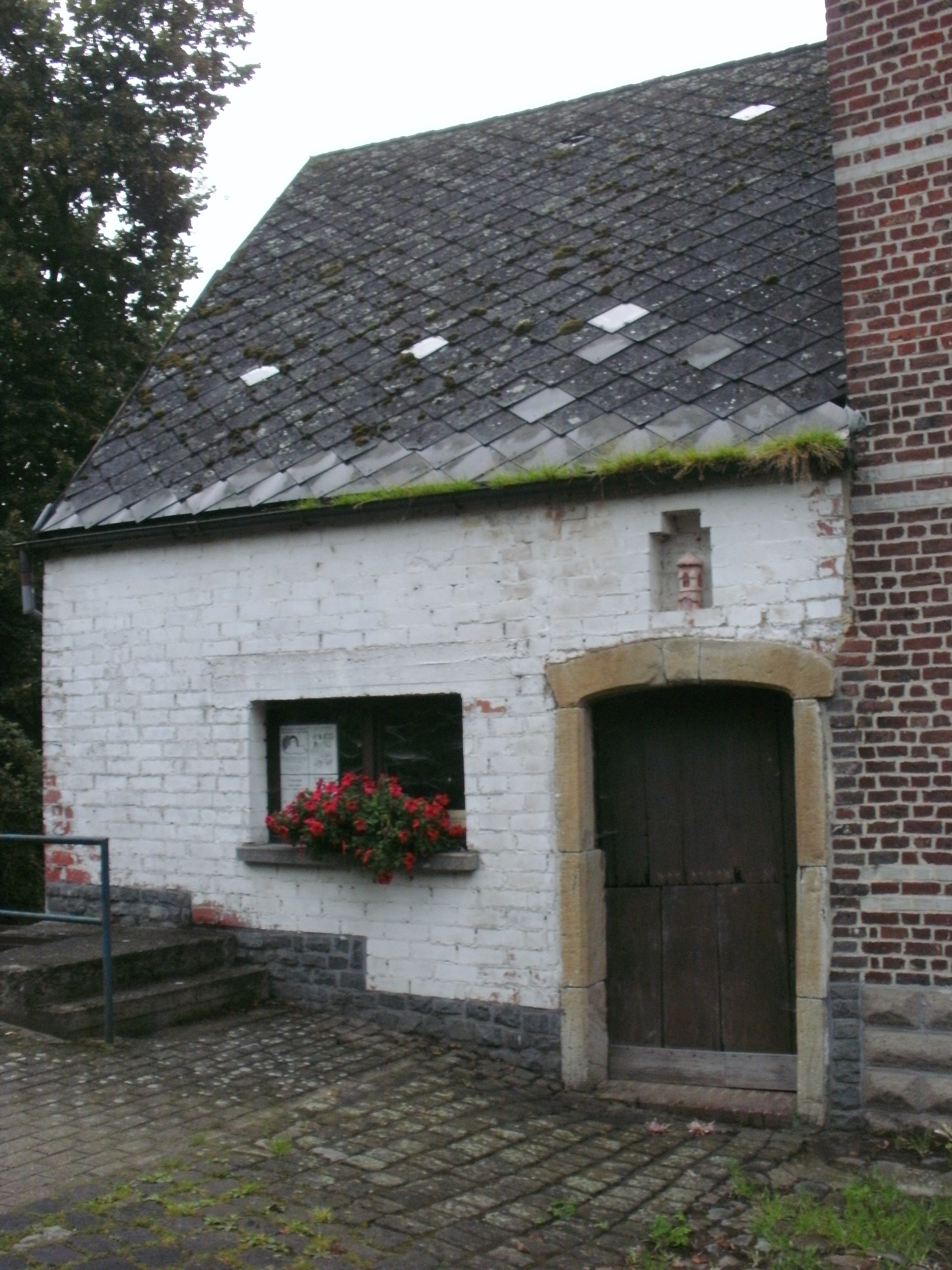
Molen te Broeck à Mere
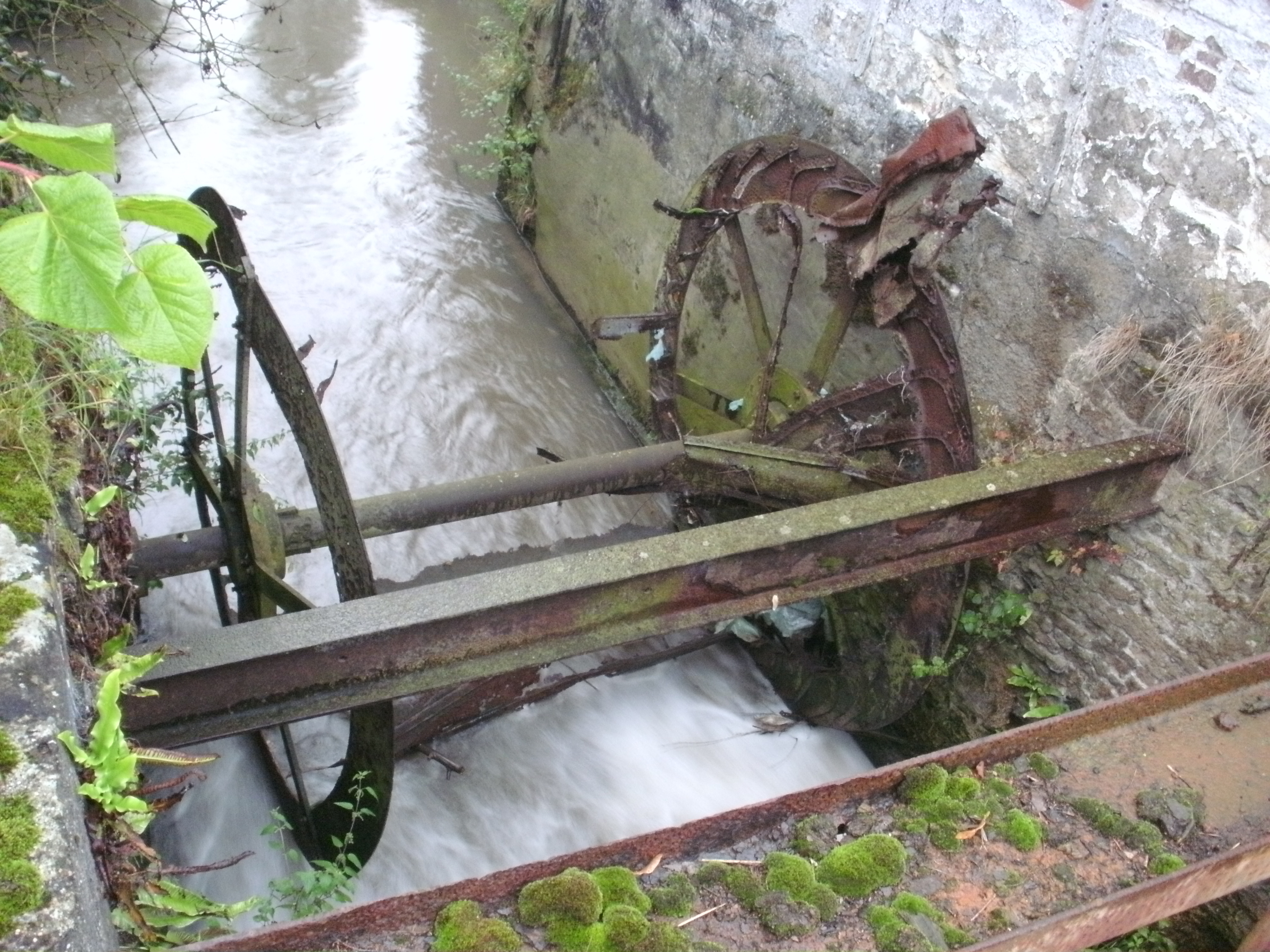
La roue de moulin de la Molen te Broeck à Mere
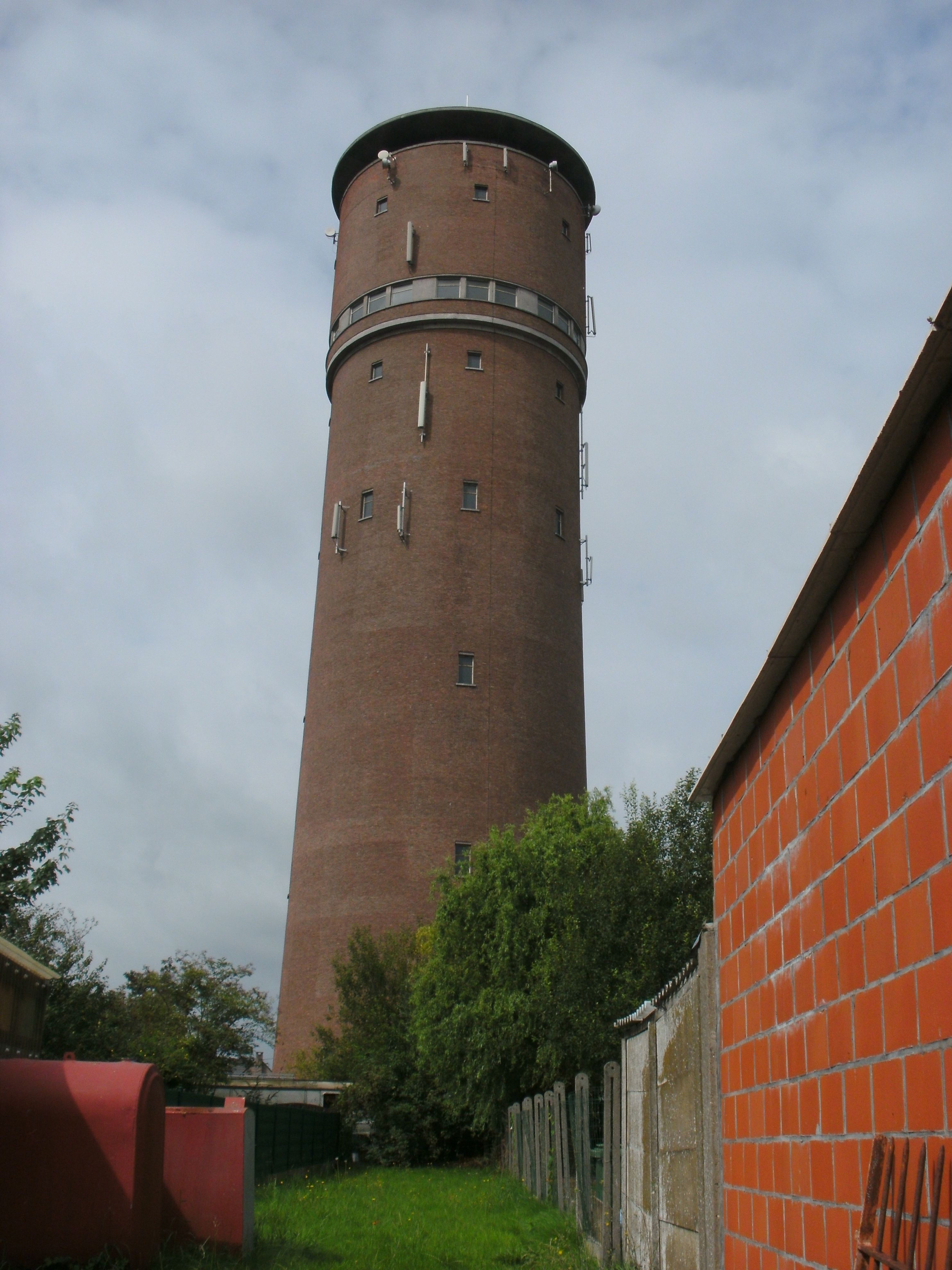
Château d'eau à Erpe

## Lien
- « La carte du bassin Molenbeek Erpe-Mere »(Archive.org • Wikiwix • Archive.is • Google • Que faire ?)